# Tracktor Bowling
Tracktor Bowling är ett ryskt nu metal-band. Bandet bildades 1996. Deras första fullängdsskiva, Naprolom, släpptes 2002.

## Medlemmar
Nuvarande medlemmar
- Lusine Gevorkjan (Лусинэ Геворкян) – sång, keyboard (2004– )
- Vitaly "Vit" Demidenko – basgitarr, bakgrundssång (1996– )
- Andrei "Mult" Ponassutkin (Андрей «Мульт» Селезнёв) – gitarr, bakgrundssång (2008– )
- Alexander "Kondrat" Kondratiev (Александр «Кондрат» Кондратьев) – gitarr (1996– )
- Stephan Tjetverikov (Степан Четвериков) — trummor (2014– )

Tidigare medlemmar
- Alexei "Proff" Nasarchuk (Алексей «Профф» Назарчук) – trummor (2003–2014)
- Denis "Dan" Chromych (Денис «Дэн» Хромых) – gitarr, bakgrundssång  (2001–2008)
- Konstantin "Klark" Kovrov (Константин «Кларк» Ковров) – trummor (1996–2003)
- Ludmila "Mila" Domina (Людмила «Мила» Дёмина) – sång (1999–2004)
- Afanasi "Grek" Banasios (Афанасий «Грек» Банасиос) – gitarr (1996–2001)
- Andrej "Che Guevara" Melnikov (Андрей «Че Гевара» Мельников) – sång (1997–1999)
- Leonid Golubev (Леонид Голубев) – basgitarr (1996–1998)
- Dimitri Petrov (Дмитрий Петров) – sång (1996–1997)

## Diskografi
Demo
- Alternative Invasion Vol.1 (1997)
- Мутация (1999)
- Мутация 2 [000] (2000)

Studioalbum
- Напролом (2002)
- Черта (2005)
- Шаги по стеклу (2006)
- Полгода До Весны… (2007)
- Tracktor Bowling (2010)
- Бесконечность (2015)

Singlar
- "It’s Time To…" (2005)
- "Время" (2008)
- "Поколение Рок" (2008)
- "Ни шагу назад" (2009)
- "Наш 2006-й" (2015)
- "Натрон" (2015)

DVD
- Два шага до… и год после (2006)